# Санфорд (Северна Каролина)
Санфорд (енгл. Sanford) град је у америчкој савезној држави Северна Каролина.

## Демографија
По попису из 2010. године број становника је 28.094, што је 4.874 (21,0%) становника више него 2000. године.
| Група             | 2000.          | 2010.          |
| Белци             | 11.511 (49,6%) | 12.416 (44,2%) |
| Афроамериканци    | 6.779 (29,2%)  | 7.763 (27,6%)  |
| Азијати           | 246 (1,1%)     | 309 (1,1%)     |
| Хиспаноамериканци | 4.419 (19,0%)  | 7.190 (25,6%)  |
| Укупно            | 23.220         | 28.094         |